# Mimmo Locasciulli
Mimmo Locasciulli de son vrai nom Domenico Locasciulli (né à Penne le 7 juillet 1949) est un auteur-compositeur-interprète, producteur et musicien italien.

## Biographie
Né à Penne, dans la province de Pescara, Mimmo Locasciulli est le fils d’un vétérinaire qui, dans ses temps libres, se produisait comme crooner sous le nom de scène « Guido Lucas ».
En 1965, il forme un groupe avec lequel il se produit dans les music-halls de la côte adriatique. En 1968, il s'installe à Pérouse pour étudier la médecine et commence à se produire dans les pianos-bars de la ville. En 1971, il fréquente l'Université Sapienza de Rome jouant dans certaines discothèques de la ville et se produisant régulièrement au club Folkstudio .
Mimmo Locasciulli fait ses débuts discographiques en 1975 et connait son premier succès en 1982 avec l'album Intorno a trent'anni, produit par Francesco De Gregori,. En 1985, il participe au concours du festival de musique de Sanremo, se classant dix-neuvième avec la chanson Buona fortuna,. Entre 1985 et 1987, il fait des tournées avec Enrico Ruggeri, puis en 1988, il entame une collaboration avec le bassiste de jazz Greg Cohen .
À partir des années 1990, après l’album Tango dietro l’angolo, il se concentre sur l'activité de producteur et sur son métier de médecin urgentiste.

## Discographie
Album
- 1975 - Non rimanere là (Folkstudio, FK 5001)
- 1977 - Quello che ci resta (RCA Italiana, PL 31316)
- 1980 - Quattro canzoni de Mimmo Locasciulli (RCA Italiana, PG 33403)
- 1982 - Intorno a trent'anni (RCA Italiana, PL 31625)
- 1983 - Sognadoro (RCA Italiana, PL 31710)
- 1985 - Mimmo Locasciulli (RCA Italiana, PL 70702)
- 1985 - Confusi in un playback (RCA Italiana, PL 70942; album live)
- 1987 - Clandestina (RCA Italiana, PL 71242)
- 1989 - (Adesso glielo dico) (RCA Italiana, PL 74117)
- 1991 - Tango dietro l'angolo (Philips, 8486631)
- 1992 - Delitti perfetti (Philips, 512 372-1)
- 1995 - Uomini (Mercury, 528 152-2)
- 1998 - Il futuro (Mercury, 558 379-2)
- 2002 - Aria di famiglia (Hobo, HOB 508388-2)
- 2004 - Piano piano (Hobo, HOB 515205-2)
- 2006 - Sglobal (Hobo, HOB 1200605)
- 2009 - Idra (Hobo, 457982)